# Bandantryck
Bandantryck är en tryckmetod för bomullstyger, avsedd att få fram ljust mönster på mörk grund, eller ungefär samma verks som vid batik, men genom en helt annan metod.
Bandantryck används främst på tyger avsedda för asiatisk export. Textilierna som är först infärgade i mörkblått (med indigo) eller rött (turkiskt rött) läggs mellan blyplattor, som pressas samman med hydraulisk press. I plattorna är ganska grova mönsterfigurer utskurna. under plattan står mönstret i förbindelse med en luftpump och i motsvarande mönsterhåll i övre plattan gjuts ett färglösande medel, klorkalk eller svavelsyra, som rinner genom tyglagren och avfärgar dessa i mönsterplattorna, så att ett vitt mönster uppstår där mönsterplattorna varit placerade. Man kan därefter även färga textilierna i ett ljusare färgbad om man önskar mönstret i annan färg. En liknande metod för ylletyger kallas golgastryck.